# Nora Ricci
Eleonora Ricci (19 de julho de1924 – 16 de abril de 1976) foi uma atriz italiana.

## Vida e carreira
Nascida em Viareggio, Toscana, Ricci era filha dos atores Renzo Ricci e Margherita Bagni. Ermete Zacconi era padrasto de sua mãe. Aos 17 anos, ela se mudou para Roma para se matricular na Academia de Artes Dramáticas, onde conheceu Vittorio Gassman, que se tornou seu marido em 1944 e de quem ela se separou logo após o nascimento de sua única filha, a atriz Paola Gassmann (nascida em junho de 1945), divorciando-se de Vittorio em 1952 para que ele pudesse se casar com Shelley Winters.
Ricci estreou profissionalmente em 1943, na companhia teatral dirigida por Laura Adani. Durante sua carreira, ela atuou no teatro, no rádio, na televisão e no cinema, principalmente trabalhando com Luchino Visconti, Pietro Germi, Liliana Cavani. Ela morreu depois uma longa doença, aos 51 anos.

## Filmografia
| Ano  | Título                                   | Papel                 | Observações                               |
| ---- | ---------------------------------------- | --------------------- | ----------------------------------------- |
| 1951 | Bellissima                               | A Passadeira          |                                           |
| 1954 | The Doctor of the Mad                    | Rosina                |                                           |
| 1955 | Motivo in maschera                       | Desconhecido          |                                           |
| 1955 | Eighteen Years Old                       | Assistente do colégio | Aparição                                  |
| 1961 | A Very Private Affair                    | Nora                  | Uncredited                                |
| 1962 | The Shortest Day                         | Atendente do trem     | Aparição                                  |
| 1964 | Giuseppe Verdi                           | Desconhecido          |                                           |
| 1966 | The Birds, the Bees and the Italians     | Gilda Bisigato        |                                           |
| 1967 | The Witches                              | Secretária            | Segmento: "Strega bruciata viva"          |
| 1967 | La fiera della vanità                    | Sra. O'Dowd           | Episódios "3" e "4"                       |
| 1968 | The Libertine                            | Mãe da Mimmi          |                                           |
| 1969 | Metti, una sera a cena                   | Primeira Atriz        |                                           |
| 1969 | The Damned                               | A Governante          |                                           |
| 1970 | FBI – Francesco Bertolazzi investigatore | Princesa Hipólita     | Episódio: "O Retorno de Ulisses"          |
| 1971 | Come un uragano                          | Kitty Ryan            | Minissérie                                |
| 1971 | Roma Bene                                | Donna Serena          |                                           |
| 1971 | Death in Venice                          | A Governanta          |                                           |
| 1972 | Sorelle Materassi                        | Giselda               | Minisséries                               |
| 1973 | Ludwig                                   | Condessa Ida Ferenczy |                                           |
| 1974 | Il commissario De Vincenzi               | Madame Firmino        | Episódio: "Il mistero delle tre orchidee" |
| 1974 | The Night Porter                         | Sra. Holler           |                                           |
| 1974 | Il mondo di Alice                        | A Chef                |                                           |
| 1974 | Anna Karenina                            | Lidia Ivanovna        | Minisséries                               |

| Ano                  | Título                  | Papel      | Local               |
| -------------------- | ----------------------- | ---------- | ------------------- |
| 2 de outubro de 1945 | La macchina da scrivere | A Carteira | Teatro Eliseo, Roma |